# Lijst van voetbalinterlands Mali - Togo
Deze lijst van voetbalinterlands is een overzicht van alle officiële voetbalwedstrijden tussen de nationale teams van Mali en Togo. De landen hebben tot op heden dertien keer tegen elkaar gespeeld. De eerste ontmoeting, een wedstrijd tijdens de Afrikaanse Spelen 1965, vond plaats op 19 juli 1965 in Brazzaville (Congo-Brazzaville). Het laatste duel, een kwalificatiewedstrijd voor de Afrika Cup 2008, werd gespeeld in Lomé op 12 oktober 2007.

## Wedstrijden
| №  | Plaats      | Datum             | Competitie                   | Wedstrijd   | Uitslag |
| -- | ----------- | ----------------- | ---------------------------- | ----------- | ------- |
| 1  | Brazzaville | 19 juli 1965      | Afrikaanse Spelen 1965       | Mali − Togo | 1 − 2   |
| 2  | Yaoundé     | 24 februari 1972  | Afrika Cup 1972              | Mali − Togo | 3 − 3   |
| 3  | Bamako      | 7 december 1980   | Vriendschappelijk            | Mali − Togo | 1 − 2   |
| 4  | Bamako      | 9 december 1980   | Vriendschappelijk            | Mali − Togo | 4 − 0   |
| 5  | Bamako      | 7 april 1985      | Vriendschappelijk            | Mali − Togo | 4 − 0   |
| 6  | Lomé        | 21 april 1985     | Vriendschappelijk            | Togo − Mali | 3 − 0   |
| 7  | Lomé        | 29 januari 1998   | Vriendschappelijk            | Togo − Mali | 2 − 1   |
| 8  | Lomé        | 1 februari 1998   | Vriendschappelijk            | Togo − Mali | 0 − 4   |
| 9  | Lomé        | 20 september 1998 | Vriendschappelijk            | Togo − Mali | 0 − 1   |
| 10 | Lomé        | 10 oktober 2004   | WK 2006 kwalificatie         | Togo − Mali | 1 − 0   |
| 11 | Bamako      | 27 maart 2005     | WK 2006 kwalificatie         | Mali − Togo | 1 − 2   |
| 12 | Bamako      | 8 oktober 2006    | Afrika Cup 2008 kwalificatie | Mali − Togo | 1 − 0   |
| 13 | Lomé        | 12 oktober 2007   | Afrika Cup 2008 kwalificatie | Togo − Mali | 0 − 2   |

## Samenvatting
| Competitie              | Totaal gespeeld | Winst Mali | Gelijk | Winst Togo | Doelsaldo Mali – Togo |
| ----------------------- | --------------- | ---------- | ------ | ---------- | --------------------- |
| WK-kwalificatie         | 2               | 0          | 0      | 2          | 1 − 3                 |
| Afrika Cup              | 1               | 0          | 1      | 0          | 3 − 3                 |
| Afrika Cup-kwalificatie | 2               | 2          | 0      | 0          | 3 − 0                 |
| Afrikaanse Spelen       | 1               | 0          | 0      | 1          | 1 − 2                 |
| Vriendschappelijk       | 7               | 4          | 0      | 3          | 15 − 7                |
| Totaal                  | 13              | 6          | 1      | 6          | 23 − 15               |

FMF · A-internationals · Bondscoaches · Malinees vrouwenelftal · Olympisch elftal
1960 – 1969 · 
1970 – 1979 · 
1980 – 1989 · 
1990 – 1999 · 
2000 – 2009 · 
2010 – 2019 · 
2020 – 2029
OS 2004
1962 · 
1963 · 
1964 · 
1965 · 
1966 · 
1967 · 
1968 · 
1969 · 
1970 · 
1971 · 
1972 · 
1973 · 
1974 · 
1975 · 
1976 · 
1977 · 
1978 · 
1979 · 
1980 · 
1981 · 
1982 · 
1983 · 
1984 · 
1985 · 
1986 · 
1987 · 
1988 · 
1989 · 
1990 · 
1991 · 
1992 · 
1993 · 
1994 · 
1995 · 
1996 · 
1997 · 
1998 · 
1999 · 
2000 · 
2001 · 
2002 · 
2003 · 
2004 · 
2005 · 
2006 · 
2007 · 
2008 · 
2009 · 
2010 · 
2011 · 
2012 · 
2013 · 
2014 ·
2015 ·
2016 ·
2017 ·
2018 ·
2019 ·
2020 ·
2021 ·
2022 ·
2023 ·
2024
Algerije · 
Angola · 
Benin · 
Botswana · 
Burkina Faso ·
Burundi · 
Centraal-Afrikaanse Republiek ·
China · 
Comoren ·
Congo-Brazzaville · 
Congo-Kinshasa · 
DDR · 
Egypte · 
Equatoriaal-Guinea · 
Eritrea · 
Ethiopië ·
Gabon · 
Gambia · 
Ghana · 
Guinee · 
Guinee-Bissau · 
Iran · 
Ivoorkust · 
Japan ·
Kaapverdië · 
Kameroen · 
Kenia · 
Koeweit · 
Kroatië ·
Liberia · 
Libië · 
Litouwen · 
Madagaskar · 
Malawi · 
Marokko ·
Mauritanië ·
Mozambique ·
Namibië ·
Niger ·
Nigeria ·
Noord-Korea ·
Oeganda ·
Oman ·
Qatar ·
Rwanda ·
Saoedi-Arabië ·
Senegal ·
Seychellen ·
Sierra Leone ·
Soedan ·
Swaziland ·
Togo ·
Tsjaad ·
Tunesië ·
Zambia ·
Zimbabwe ·
Zuid-Afrika ·
Zuid-Korea ·
Zuid-Soedan
FTF · Selecties · Togolees vrouwenelftal
1950 – 1959 · 
1960 – 1969 · 
1970 – 1979 · 
1980 – 1989 · 
1990 – 1999 · 
2000 – 2009 · 
2010 – 2019 ·
2020 − 2029
WK 2006
Algerije ·
Angola ·
Bahrein ·
Benin ·
Botswana ·
Bukina Faso ·
Centraal-Afrikaanse Republiek ·
Chili ·
Comoren ·
Congo-Bazzaville ·
Congo-Kinshasa ·
Denemarken ·
Djibouti ·
Egypte ·
Equatoriaal-Guinea ·
Ethiopië ·
Frankrijk ·
Gabon ·
Gambia ·
Ghana ·
Guinee ·
Guinee-Bissau ·
Iran ·
Ivoorkust ·
Japan ·
Kaapverdië ·
Kameroen ·
Kenia ·
Lesotho ·
Liberia ·
Libië ·
Liechtenstein ·
Luxemburg ·
Madagaskar ·
Malawi ·
Mali ·
Marokko ·
Mauritanië ·
Mauritius ·
Mozambique ·
Namibië ·
Niger ·
Nigeria ·
Oeganda ·
Oman ·
Paraguay ·
Rwanda ·
Sao Tomé en Principe ·
Saoedi-Arabië ·
Senegal ·
Sierra Leone ·
Soedan ·
Swaziland ·
Tsjaad ·
Tunesië ·
Verenigde Arabische Emiraten ·
Zambia ·
Zimbabwe ·
Zuid-Korea ·
Zuid-Soedan ·
Zwitserland
Frankrijk (2006) · 
Zuid-Korea (2006) · 
Zwitserland (2006)